# سكباج أندلسي

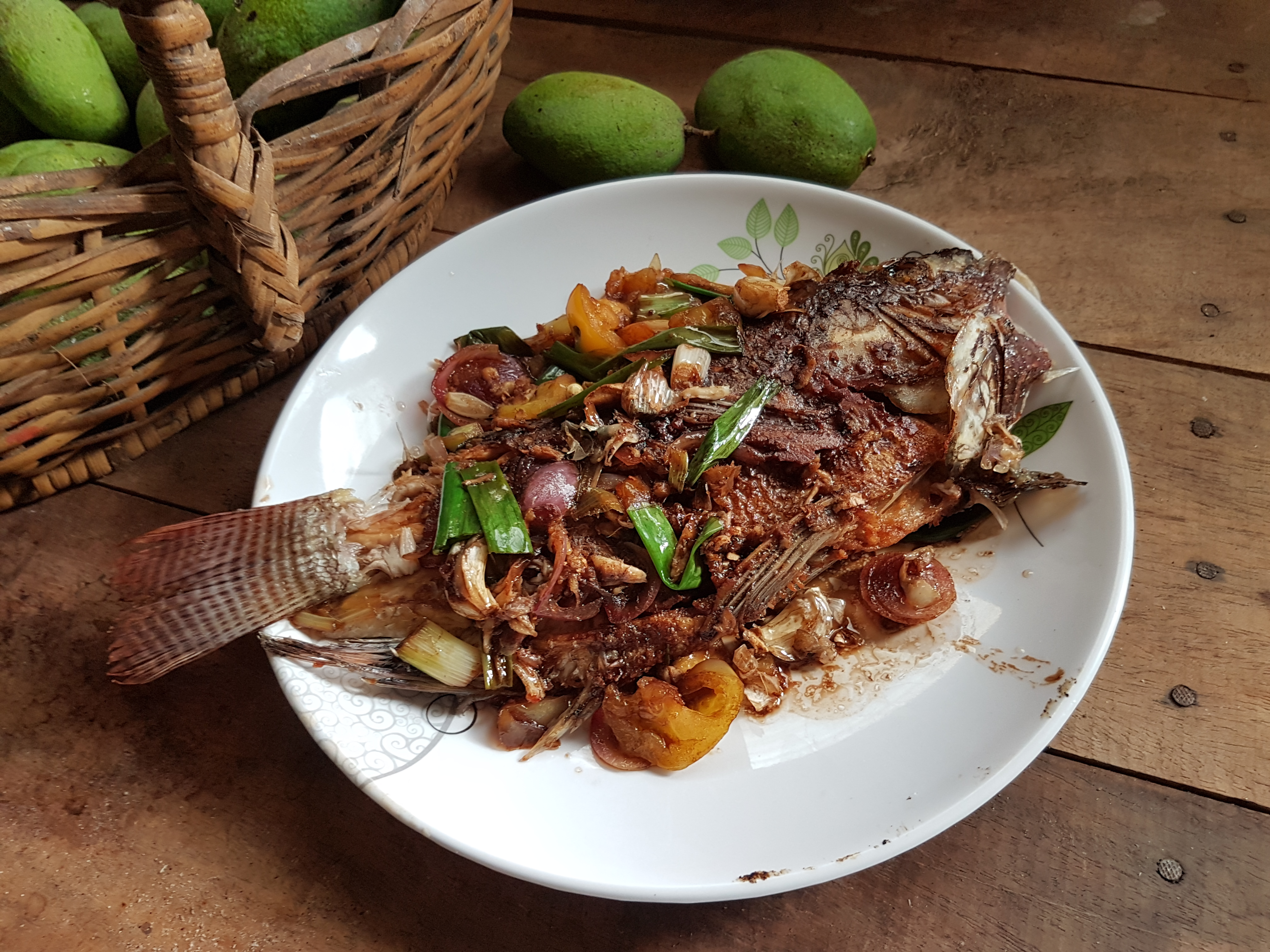
سكباج سمك البلطي من الفلبين

السِّكْبَاج الأندلسي هو اسم لعدد من الأطباق في المأكولات الإسبانية والبرتغالية والفلبينية وأمريكة اللاتينية ، والتي تتكون من الأسماك أو اللحوم أو الخضار المتبلة المطبوخة في صلصة حمضية (عادةً مع الخل) ، وملونة بالفلفل الحلو والحمضيات والتوابل الأخرى .
توجد العديد من الاختلافات في التحضير في كل من إسبانيا وأمريكا اللاتينية بما في ذلك قلي المكون الرئيسي قبل تتبيله. يعد تناول المأكولات البحرية والأسماك والدجاج والأرانب ولحم الخنزير أمرًا شائعًا في إسبانيا والبرتغال .سكباج الباذنجان شائع في الأرجنتين.

## التأثيل
نشأت الكلمة الإسبانية والبرتغالية escabeche من اللهجة الأندلسية (المحكية سابقًا في الأندلس) والكلمة بدورها قدمت من الفارسية. مشتق من السكباج وهو اسم طبق لحم مشهور مطبوخ في صلصة حلوة وحامضة وعادة ما يحتوي على الخل والعسل أو دبس التمر. انتشرت هذه التقنية في جميع أنحاء الإمبراطورية الإسبانية السابقة وهي شائعة بشكل خاص في أمريكا اللاتينية والفلبين.